# Bob Hansen
Robert Louis "Bob" Hansen II (nacido el 18 de enero de 1961 en Des Moines, Iowa)  es un exjugador de baloncesto estadounidense. Con 1,98 de estatura, jugaba en la posición de escolta.

## Trayectoria deportiva

### Universidad
Jugó durante cuatro temporadas con los Hawkeyes de la Universidad de Iowa,  en las que promedió 10,3 puntos,  y 3,7 rebotes  por partido.

### Profesional
Fue elegido en la tercera ronda con el puesto 54 en el Draft de la NBA de 1983 por los Utah Jazz. Jugó durante 9 temporadas en la NBA, en las que promedió 6,9 puntos, 2,2 rebotes y 1,6 asistencias por partido. Jugó durante 7 temporadas en los Utah Jazz, coincidiendo con el inicio de las carreras de dos jugadores Basketball Hall of Fame como John Stockton y Karl Malone. Después jugaría una temporada en Sacramento Kings y otra en los Chicago Bulls, siendo partícipe del segundo anillo de los Bulls de Michael Jordan y Phil Jackson.